# Fritz Servas
Fritz Julius Servas (* 24. November 1877 in Berlin; † 8. Dezember 1942 in Eutingen an der Enz) war ein deutscher Fußballspieler und -trainer.

## Leben
Fritz Servas spielte in Berlin unter anderem bei Britannia 92 Berlin Fußball. Nachdem er aus beruflichen Gründen nach Nürnberg gezogen war, schloss er sich im Sommer 1901 dem ein Jahr zuvor gegründeten 1. FC Nürnberg an. Dessen Spiel war zu diesem Zeitpunkt noch stark vom Rugby beeinflusst. Servas brachte den Club-Spielern bei, dass es beim Fußball nicht entscheidend ist, wer den Ball am weitesten treten kann, sondern das Stoppen und Schießen mit der Innenseite des Fußes. Zudem führte er das Kopfballspiel ein.
Unter Servas Training entwickelte sich die Mannschaft des 1. FC Nürnberg fußballerisch so gut, dass sie bei Einführung des geordneten Spielbetriebs in Nordbayern in der Saison 1905/06 sofort nordbayerischer Meister und ein Jahr später bayerischer Meister wurde. Zudem verdrängten unter Servas rasch die jüngeren nachrückenden Spieler die älteren Gründungsväter, da diese altersbedingt nicht die von Servas vermittelten Techniken zu erlernen vermochten.
Servas selbst war allerdings zu diesem Zeitpunkt nicht nur für den Club tätig. Bei der 1903 in der Nachbarstadt gegründeten SpVgg Fürth war mit Reinhard Barthel auch ein frühes Club-Mitglied beteiligt, das nun in seiner eigentlichen Heimatstadt den Fußball entwickeln wollte. So gelang es ihm über seine Kontakte zum FCN, dass dieser Servas als Spielertrainer an die SpVgg auslieh. Von 1904 bis 1905 vermittelte er auch der Mannschaft der SpVgg Fürth die Grundlagen des Fußballspiels. Auf diese Weise ermöglichte Servas die frühe Konkurrenz auf hohem spielerischen Niveau zwischen dem Club aus Nürnberg und der SpVgg aus Fürth, die beide in den 1920er Jahren den deutschen Fußball dominieren sollten.
Dem Wirken Fritz Servas’ verdankt der 1. FC Nürnberg nicht nur den Beginn des geordneten Fußballspiels, sondern auch der Nürnberger Ortsdialekt einen Begriff: das Verb häppen als Bezeichnung für „den Ball schnell und sicher zuspielen“ leitet sich von Servas’ Angewohnheit ab, „häpp“ zu rufen, wenn er mit einem schnellen Pass angespielt werden wollte.
Zudem wird Servas die Einführung der schwarzen Hose als Bestandteil der Spielkleidung des 1. FC Nürnberg zugeschrieben. Für den 1. FC Nürnberg sind insgesamt 39 Spiele von Fritz Servas für die erste Mannschaft überliefert.